# باغنو (بولندا)
باغنو هي قرية في التقسيم الإداري في زفيجنتس ضمن مقاطعة زاموشتش في محافظة لوبلين في شرق بولندا.  تقع على بعد حوالي 2 كيلومتر شمال زفيجنتس, 23 كيلومتر جنوب غرب زاموشتش 74 كيلومتر جنوب العاصمة الإقليمية لوبلين.